# Élections européennes de 2004 aux Pays-Bas
Les élections européennes se sont déroulées le jeudi 10 juin 2004 aux Pays-Bas pour désigner les 27 députés européens au Parlement européen, pour la législature 2004-2009.

## Contexte
La Ligue politique réformée et la Fédération réformée fusionnèrent en 2001 et donnèrent naissance à l'Union chrétienne, qui comme ses prédécesseurs présenta une liste commune avec le Parti politique réformé.
De plus, plusieurs formations nouèrent des alliances électorales :
- le Parti travailliste et la Gauche verte[2] ;
- l'Appel chrétien-démocrate et l'Union chrétienne/Parti politique réformé[3] ;
- le Parti populaire libéral et démocrate et les Démocrates 66[4].

## Mode scrutin
Les députés européens néerlandais furent élus au scrutin proportionnel plurinominal dans une circonscription unique. Les partis politiques avaient la possibilité de former des alliances électorales (lijstverbinding). Les sièges furent répartis entre les partis et alliances électorales ayant dépassé le quota électoral (équivalent au nombre de suffrages exprimés divisés par le nombre de sièges) suivant la méthode d'Hondt. À l'intérieur des alliances électorales, les sièges sont répartis entre les partis membres suivant selon la méthode du plus fort reste.

## Résultats

### Répartition
| Partis                   | Partis                                            | Groupe au PE             | Voix       | %     | +/-   | Sièges | +/- |
| ------------------------ | ------------------------------------------------- | ------------------------ | ---------- | ----- | ----- | ------ | --- |
|                          | Appel chrétien-démocrate (CDA)                    | PPE-DE                   | 1 164 431  | 24,43 | -2,51 | 7      | -2  |
|                          | Parti travailliste (PvdA)                         | PSE                      | 1 124 549  | 23,60 | +3,49 | 7      | +1  |
|                          | Parti populaire libéral et démocrate (VVD)        | ADLE                     | 629 198    | 13,20 | -6,49 | 4      | -2  |
|                          | Gauche verte (GL)                                 | Verts/ALE                | 352 201    | 7,39  | -4,46 | 2      | -2  |
|                          | Europe transparente                               | Verts/ALE                | 349 156    | 7,33  | +7,33 | 2      | +2  |
|                          | Parti socialiste (SP)                             | GUE/NGL                  | 332 326    | 6,97  | +1,93 | 2      | +1  |
|                          | Union chrétienne-Parti politique réformé (CU-SGP) | ID                       | 279 880    | 5,87  | -2,27 | 2      | -1  |
|                          | Démocrates 66                                     | ADLE                     | 202 502    | 4,25  | -1,55 | 1      | -1  |
|                          | Parti pour les animaux                            |                          | 153 432    | 3,22  | +3,22 | 0      | ±0  |
|                          | Liste Pim Fortuyn                                 |                          | 121 509    | 2,55  | +2,55 | 0      | ±0  |
|                          | Parti du nord                                     |                          | 18 234     | 0,38  | +3,38 | 0      | ±0  |
|                          | Nouvelle droite                                   |                          | 15 732     | 0,33  | +0,33 | 0      | ±0  |
|                          | Europe viable                                     |                          | 9 144      | 0,19  | +0,19 | 0      | ±0  |
|                          | Europe démocratique                               |                          | 8 780      | 0,18  | +0,18 | 0      | ±0  |
|                          | Respect maintenant                                |                          | 4 603      | 0,10  | +0,10 | 0      | ±0  |
| Total des votes exprimés | Total des votes exprimés                          | Total des votes exprimés | 4 765 677  | 100   |       | 27     | -4  |
| Blancs et nuls           | Blancs et nuls                                    | Blancs et nuls           | 11 444     |       |       |        |     |
| Total des votes          | Total des votes                                   | Total des votes          | 4 777 121  |       |       |        |     |
| Inscrits                 | Inscrits                                          | Inscrits                 | 12 168 878 |       |       |        |     |
| Participation            | Participation                                     | Participation            | 39,26 %    |       |       |        |     |